# Deichhufendorf

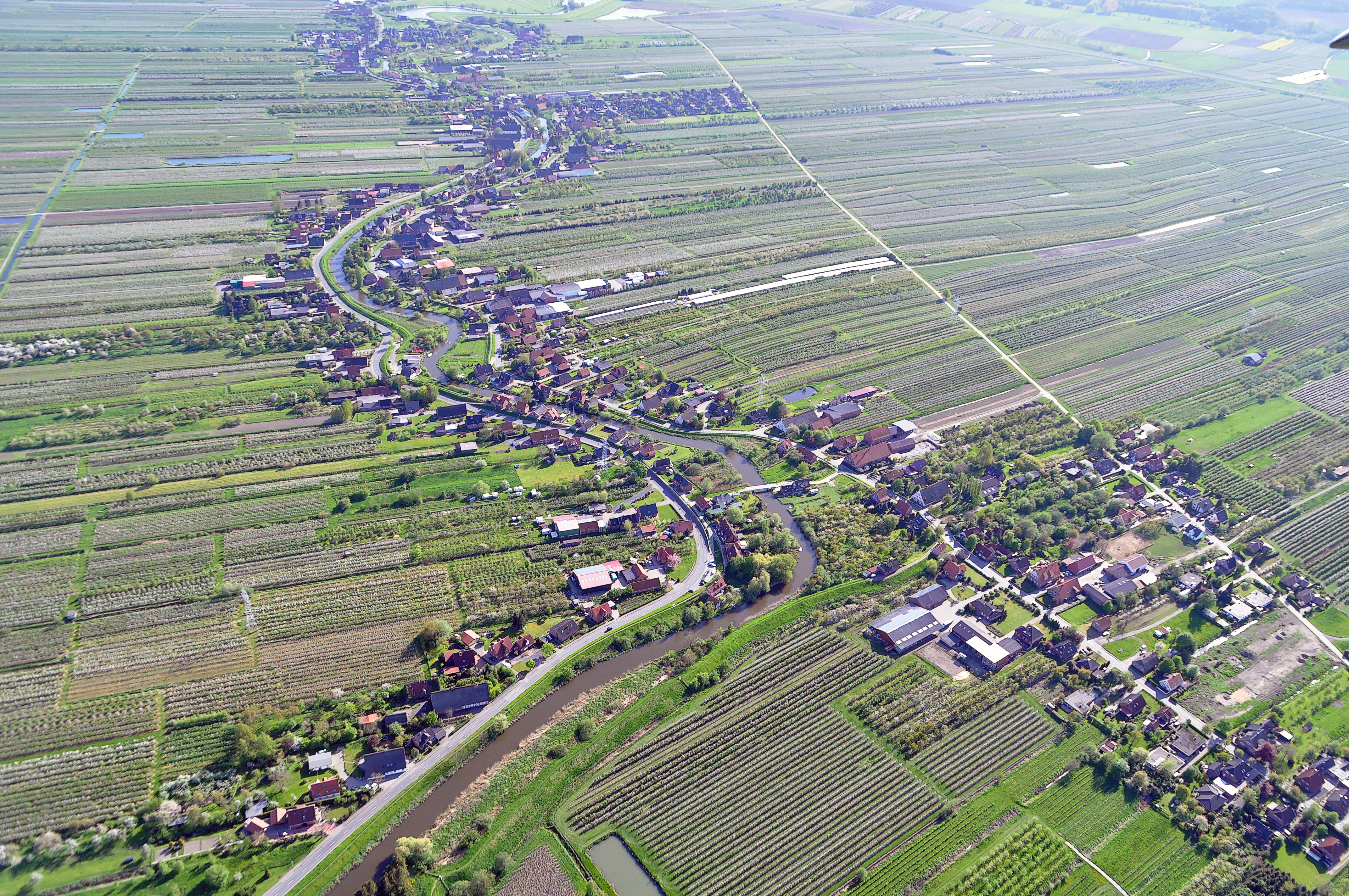
Deichhufendörfer entlang der Lühe im Alten Land. Neuenkirchen (links), Guderhandviertel (rechts)

Ein Deichhufendorf ist eine Siedlungsform und eine Form des Reihendorfs mit Hufen im Marschland.
Deichhufendörfer sind entstanden durch die Eindeichung von Marschland entlang der Flüsse Elbe und Weser im Rahmen der Hollerkolonisation, bei der Niederländer mit den Kenntnissen des Wasserbaus an der Entwässerung maßgeblich mitwirkten. Die streifenförmige Stücke des Landes, die Siedler in der Größe einer Hufe erhielten, um sie urbar zu machen, richteten sich an den angelegten Deichen entlang von Flüssen aus. Im Gegensatz zu Marschhufendörfern, die sich entlang meist gerader Straßen erstrecken, folgen Deichhufendörfer dem oft mehr oder weniger stark gewundenen Flusslauf. Entlang des Deiches verläuft eine Straße, auf deren anderen Seite die Hufe der Siedler liegen.

## Typische Beispiele

Deichhufendörfer Neuenkirchen, Guderhandviertel und Mittelnkirchen um 1871.
Lage:

### Elbe
Orte am Flusslauf der Elbe bzw. Alten Süderelbe:
- Borstel (Jork)[3]
- Francop an der Alten Süderelbe[1]

### Este
Ortsteile der Gemeinde Jork am Elbe-Nebenfluss Este:
- Hove
- Königreich und Leeswig
- Moorende

### Lühe
Ortsteile der Samtgemeinde Lühe am Elbe-Nebenfluss Lühe:
- Guderhandviertel
- Mittelnkirchen
- Neuenkirchen